# Масал (шагрестан)
Масал (перс. ماسال) — шагрестан в Ірані, в остані Ґілян. За даними перепису 2006 року, його населення становило 47648 осіб, які проживали у складі 12328 сімей.

## Бахші
До складу шагрестану входять такі бахші: 
- Центральний
- Шандерман